# Stitswerd
Stitswerd (en groningois : Stivverd) est un village de la commune néerlandaise de Het Hogeland, situé dans la province de Groningue.

## Géographie
Le village est situé à 16 km au nord de Groningue.

## Histoire
Stitswerd fait partie de la commune de Kantens avant 1990, puis à celle d'Eemsmond avant le 1er janvier 2019, quand celle-ci est supprimée et fusionnée avec Bedum, De Marne et Winsum pour former la nouvelle commune de Het Hogeland.

## Démographie
Le 1er janvier 2019, le village comptait 60 habitants.